# Régiment de Piémont
Le régiment de Piémont est  un régiment d'infanterie du royaume de France, créé en 1569 sous le nom de régiment de Brissac, est l'une des plus anciennes unités militaires, l'un des cinq Vieux, devenue à partir de la Révolution le 3e régiment d'infanterie de ligne.

## Création et différentes dénominations
Après le traité de Cateau-Cambrésis en 1559, les « bandes noires » d'infanterie française et italienne en Italie du Nord, ainsi nommées d'après la couleur de leur drapeau, sont évacuées vers la France sauf des petites garnisons maintenues à Turin, Chieri, Pignerol, Chivasso et Villanova d'Asti.
- 1561 : Timoléon de Cossé, comte de Brissac, est nommé « colonel général de l'infanterie par delà les monts[2] »
- 1569 : création du régiment de Brissac
- 1585 : renommé régiment de Piémont
- 25 mars 1776 : le régiment est dédoublé ; ses 1er et 3e bataillons forment le régiment de Blaisois
- 1er janvier 1791 : tous les régiments prennent un nom composé du nom de leur arme avec un numéro d’ordre donné selon leur ancienneté. Le régiment de Piémont devient le 3e régiment d'infanterie de ligne ci-devant Piémont.

Selon l'ordonnance de Louis XIV de 1666, il roule avec le régiment de Champagne et le régiment de Navarre.

## Colonels et mestres de camp
- 27 mai 1569 : N. de La Rivière-Puytaillé l'Ainé
- juin 1569 : Antoine de Saint-Jean de Honoux[4]
- août 1569 : Isnard de Serres de Lisle
- 1570 : Edme d'Hautefort
- 1576 : François d'Épinay Saint-Luc
- 1577 : Jean-Paul d'Esparbès, comte de Lussan
- 1580 : François de Lisle-Traisnel
- août 1581 : Joseph d'Esparbès, chevalier de Lussan
- 1er janvier 1592 : Guy de La Tour de Lioux
- 29 novembre 1604 : André de Cochefilet, comte de Vaucellas[5]
- 3 mars 1610 : Henri, comte de Schomberg, maréchal de France en 1625
- 1er juillet 1610 : Henri du Plessis, marquis de Richelieu
- 8 octobre 1616 : François du Val, marquis de Fontenay-Mareuil
- 19 octobre 1629 : François de Clermont, comte de Tonnerre
- 3 mars 1640 : Claude Charles Roger de Bauffremont, marquis de Sennecey
- 10 avril 1641 : Jean Louis de Bauffremont, marquis de Sennecey
- 24 juillet 1641 : Gaspard de Châtillon-Coligny, marquis d’Andelot
- 1er mars 1644 : Henri-François, marquis de Vassé
- 22 février 1654 : Louis de Thiercelin, marquis de Saveuse
- 5 avril 1655 : Jacques de Chastenet, marquis de Puységur
- 27 avril 1659 : Gaston-Jean-Baptiste de Bouthillier, marquis de Chavigny
- 28 novembre 1656 : Louis de Grimouville, marquis de La Meilleray
- 14 avril 1674 : Henri de Maclines
- 14 février 1680 : Claude-Hyacinthe de Faverges, marquis de Rébé d’Arques
- 20 août 1693 : Paul Sigismond de Montmorency-Luxembourg, duc de Châtillon
- 8 mars 1700 : Christian-Louis de Montmorency, chevalier de Luxembourg, maréchal de France en 1734
- 16 mars 1705 : Anne-Jacques, chevalier de Bullion
- 26 janvier 1711 : Louis-Antoine-Armand de Gramont, duc de Louvigny
- 16 janvier 1717 : Anne-Jacques de Bullion, marquis de Fervaques
- 6 mars 1719 : Louis-René-Edouard-Colbert, comte de Maulévrier, colonel, brigadier[6].
- 21 février 1740 : Henri-Gabriel Amproux, comte de La Massays
- 1er février 1749 : Jean-Jacques, comte d’Esparbès de Lussan
- 1er décembre 1762 : Jean-Frédéric, comte de La Tour du Pin-Paulin
- 5 juin 1763 : Charles-François, comte de Grave
- 16 avril 1768 : Jean-Henri Morel de Groslée, comte de Peyre
- 13 avril 1780 : Marie-Gabriel-Joseph-Henri, marquis de La Fare
- 29 octobre 1786 : Louis-Marie, comte de Narbonne
- 21 octobre 1791 : Jean-Louis de Blou de Chadenac
- 27 mai 1792 : Jean-Baptiste Caubios d’Andiran

## Campagnes et batailles
- 1562-1594 : guerres de Religion[7].
- 1597 : siège d'Amiens et pacification de la Bretagne[8].
- 1610 : guerre de Succession de Juliers[9].
- 1620
  - Bataille des Ponts-de-Cé
- Rébellions huguenotes
  - 1621 : 
    - Siège de Saint-Jean-d'Angély
    - Siège de Montauban
- 1622: Siège de Montpellier, Siège de Saint-Antonin
- 1627 : Bataille du Pont du Feneau

Le 24 juillet 1641 il est renforcé par le régiment de Beauce (1635-1641)
En 1697 à la fin de la guerre de la Ligue d'Augsbourg, la brigade de Piémont (composée du régiment de Piémont et du régiment de Foix) est sous les ordres du maréchal Boufflers.

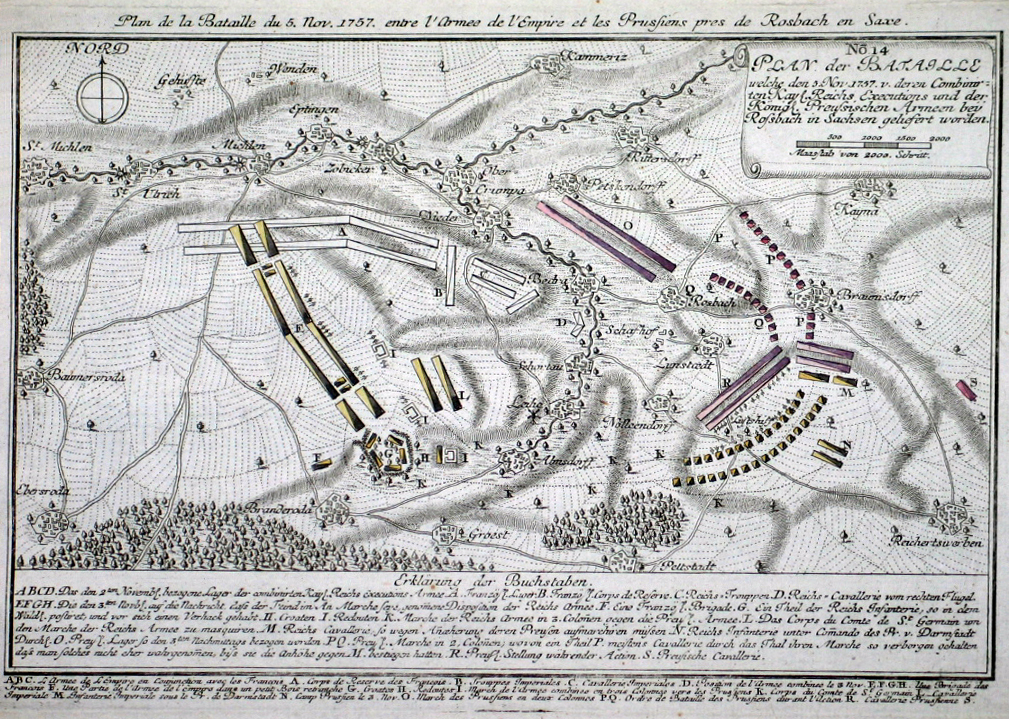
Plan de la bataille de Rosbach, le 5 novembre 1757.

Le 1er mars 1705, ses grenadiers soutiennent ceux du régiment de Périgord à l'attaque du fort de l'Isle, dont la prise amène enfin la capitulation de Verrue.
Piémont est à Strasbourg en 1740, année du commencement de la guerre de Succession d'Autriche. En septembre 1741, il part pour joindre, sous Lauterbourg, la division du comte de Gassion destinée à l’armée de Bohême. 
- Lors de l’escalade des murs de Prague, dans la nuit du 25 au 26 novembre 1741, la brigade de Piémont avait la droite et était placée devant la porte Sainte-Marguerite, près de Lorentzberg. La ville est prise presque sans coup férir.
- Après diverses expéditions avec le comte de Gassion, le régiment s’établit à Protiwen, d’où 200 hommes sont détachés pour la garde du château de Frauenberg.

Le 5 novembre 1757, le régiment de Piémont est à la bataille de Rosbach, en 1re ligne à la droite de l’infanterie. Flanqué à droite par la cavalerie autrichienne, celle-ci prit la fuite dès les premières charges des escadrons de Prusse, laissant Piémont à découvert. Son 1er bataillon formait une colonne pleine de 12 hommes de front ; les 3 autres étaient en colonne par pelotons. Sa compagnie de grenadiers, qui était en tête, fut détruite dès les premières salves de l’artillerie ennemie, qui tirait à cartouches à balles. Piémont, laissé sans ordre, se mit en bataille pour marcher à l’ennemi, et fut soumis ainsi à un plus grand feu. Piémont et toute l’infanterie de la 1re ligne céda, et la bataille fut perdue par une complète déroute. Bien que le colonel comte d’Esparbès avec les officiers restants firent tout leur possible pour retarder la poursuite des Prussiens, cette bataille coûta au régiment plus de 1 000 hommes, 22 officiers tués et 64 blessés.
Après s’être refait, Piémont est employé dès 1758, à la bataille de Sandershausen, à la conquête de Cassel et de la Hesse, et à la bataille de Lützelberg. Le régiment passe l’hiver à Hanau, d’où il détache 100 hommes pour la garde du château de Marburg.
La campagne de 1759 s’ouvre le 13 avril par la bataille de Bergen et Piémont y est posté à droite. 2 de ses bataillons avec 1 de Royal-Roussillon traversent le village de Bergen pour marcher à l’ennemi, sont assaillis au débouché du village par une troupe qui les fusille à 50 pas.
Les premières décharges font tomber beaucoup d’officiers et de soldats : les autres s’élancent avec impétuosité, baïonnette au bout du fusil, forçant l’ennemi à abandonner le terrain. Délogé par des troupes fraîches, qui les soumettent à un feu terrible d’artillerie et de mousqueterie, les bataillons se jettent dans un chemin élevé, bordé de vignes. Au moment où l’ennemi modifie sa marche pour les y aller forcer, les 4 compagnies de grenadiers de Piémont débouchent sur son flanc et le mettent en désordre. Les 2 bataillons chargent à leur tour et s’emparent de tout le canon. Comme une troisième colonne vient encore disputer à Piémont le terrain acquis, les 2 bataillons engagés et attaqués par des forces supérieures se replient derrière les 2 autres bataillons qui n’avaient pas encore donné. Le colonel d’Esparbès les porte tous les quatre en avant des vergers de Bergen, ce qui contraint le prince Ferdinand à replier ses troupes.
En mai 1762, Piémont est envoyé au camp de Rées et participe à l'affaire du 25 août puis au combat du Johannisberg ou il soutient le régiment de Béarn alors en difficulté. La guerre de Sept Ans s'acheva sur cette victoire et le régiment pris ses quartiers à Wesel ou il passa l'hiver.

Lors de la réorganisation des corps d'infanterie français de décembre 1762, le régiment conserve ses quatre bataillons.
L'ordonnance arrête également l'habillement et l'équipement du régiment comme suit :
Habit, veste, parements, revers et collet de drap blanc piqué de bleu, culotte de tricot de même couleur; parements, revers et collets de pannes noires, pattes en travers, à demi écusson, garnies de cinq boutons, dont un à chacun des 4 angles et un à la pointe du milieu de l'écusson, trois sur la manche et un en dedans du parement, cinq au revers et quatre en dessous : boutons jaunes, collés et mastiqués de buis, forme plate, avec le no 4. Chapeau bordé d'or.
Lors de la réorganisation des corps d'infanterie français du 26 avril 1775 Piémont conserve ses 4 bataillons.
Aussitôt son dédoublement en 1776, Piémont part pour Toulon, où il arrive en mai 1776, et où il s’embarque pour passer en Corse. Il tient garnison à Saint-Florent de juillet 1776 à juillet 1779, revient sur le continent, séjourne à Toulon jusqu’en 1783, et cette année, après une courte halte à Uzès, il se met en route pour Metz, où il entre le 16 juin.
Le 3e régiment d’infanterie de ligne fait les campagnes de 1792 à 1793 à l’armée du Rhin. Son colonel, Jean-Louis de Blou de Chadenac, est tué au siège de Mayence en 1793.

## Composition
Par l'Ordonnance du 1er novembre 1733 revue par l'Ordonnance du 10 février 1734, la composition du régiment est la suivante :
- un colonel, un lieutenant colonel, un major, quatre aides-major, 66 capitaines, 68 lieutenants, 66 lieutenants en second
- quatre bataillons à 17 compagnies et à 685 soldats, soient 2 740 hommes dans le régiment, compris 126 sergents et 68 tambours, avec 12 drapeaux à 3 par bataillon et une prévôté.

D'après l'Ordonnance du Roi du 8 janvier 1737, le régiment était composé de 159 officiers en pied et de 4 bataillons, soient 2 040 soldats.
D'après une ordonnance de 1746, le régiment de Piémont est porté à 5 bataillons.
D'après l'ordonnance du 20 décembre 1748, le régiment de Piémont est réduit à 4 bataillons : « les sergents et fusiliers des 16 compagnies à réformer seront distribués et incorporés dans les 64 compagnies de fusiliers qui seront conservées par l'ancienneté des capitaines qui les commandent, après avoir completé la compagnie de grenadiers du cinquième bataillon ».
- quatre bataillons de fusiliers à 16 compagnies de 40 hommes par compagnie

## Équipement

### Drapeaux

Drapeaux d’ordonnance
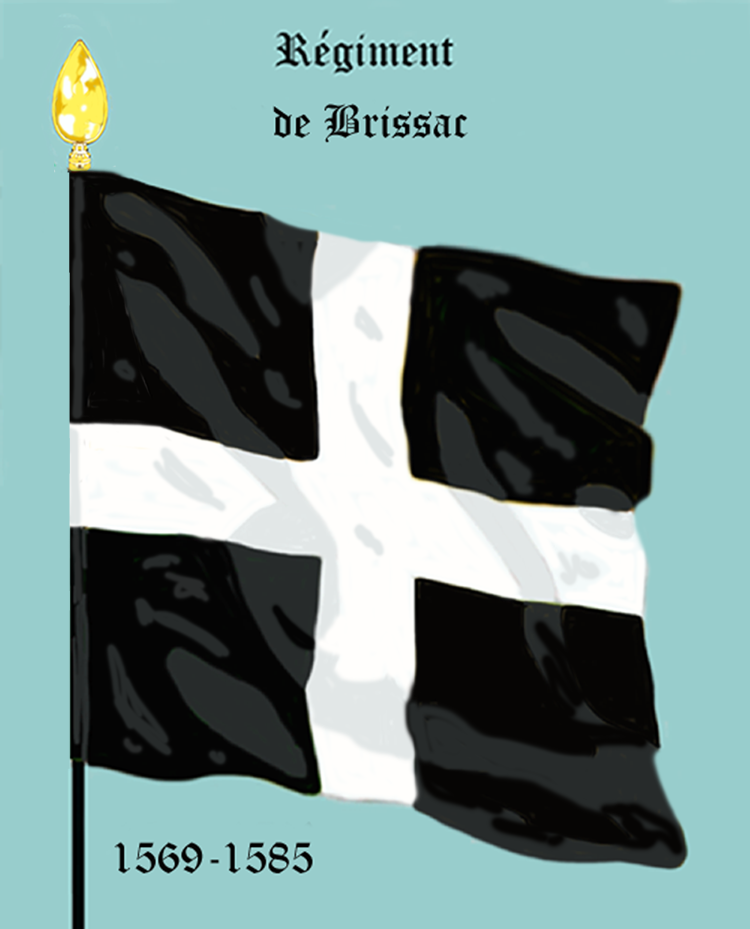
régiment de Brissac de 1569 à 1585
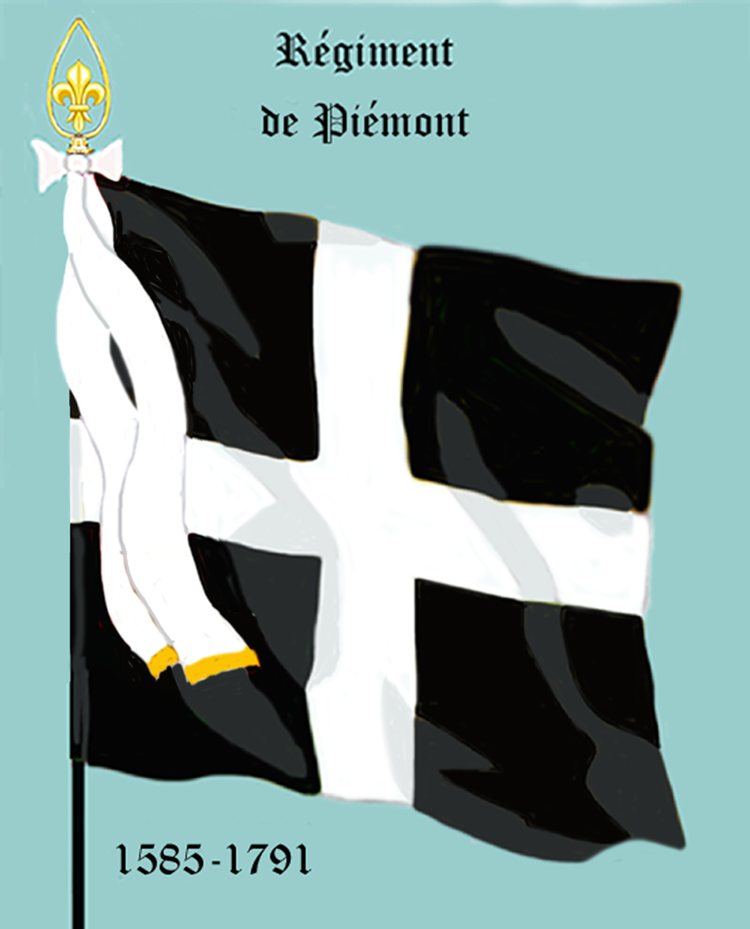
régiment de Piémont de 1585 à 1791

### Habillement
- Habit blanc et parements noirs[16].

Uniformes
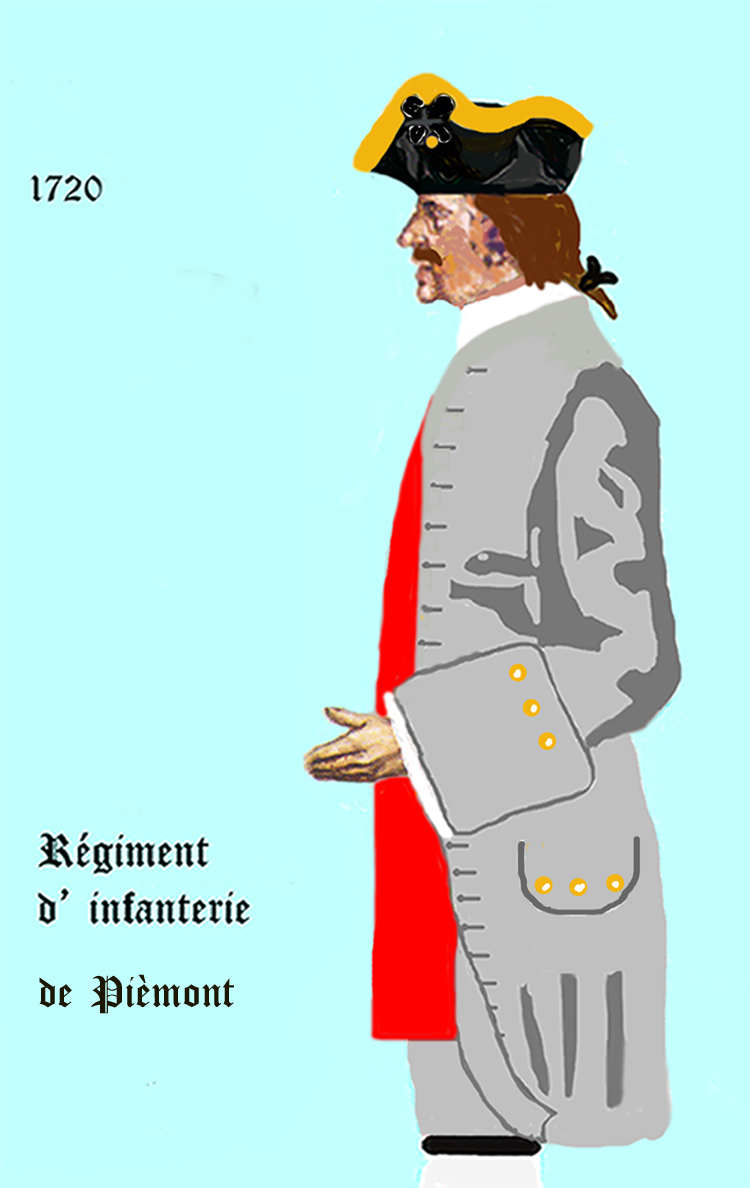
régiment de Piémont de 1720 à 1734
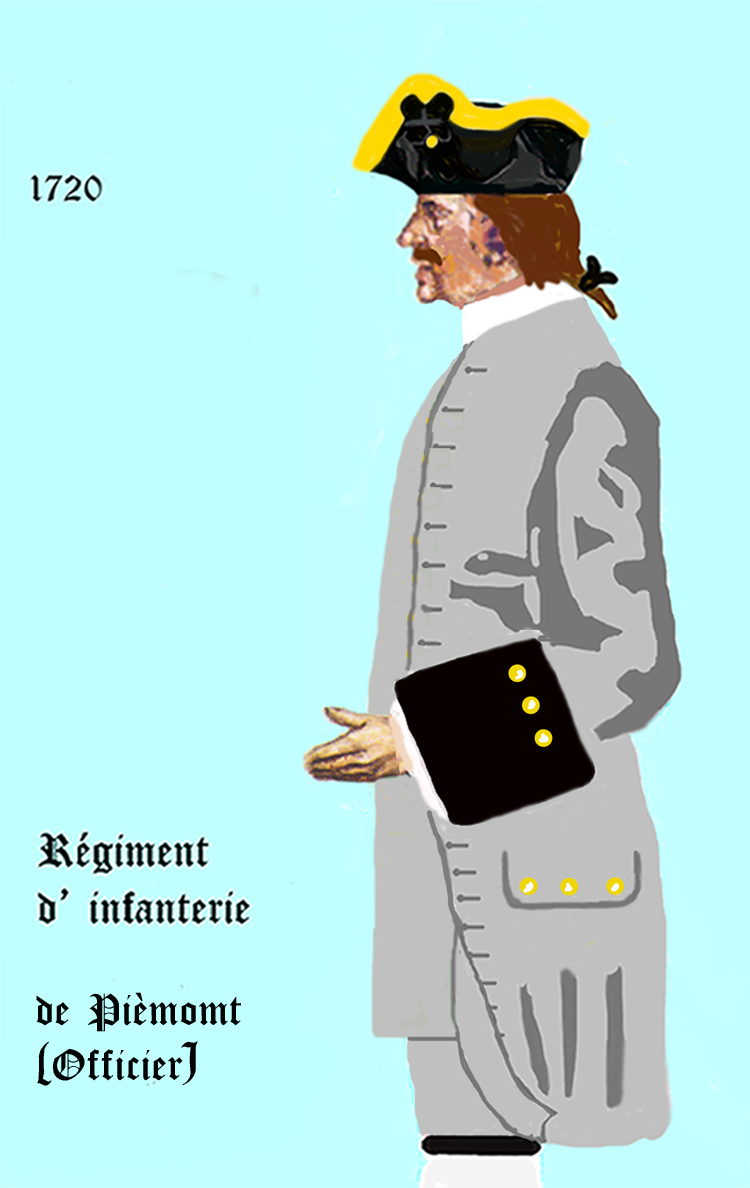
officier du régiment de Piémont de 1720 à 1734
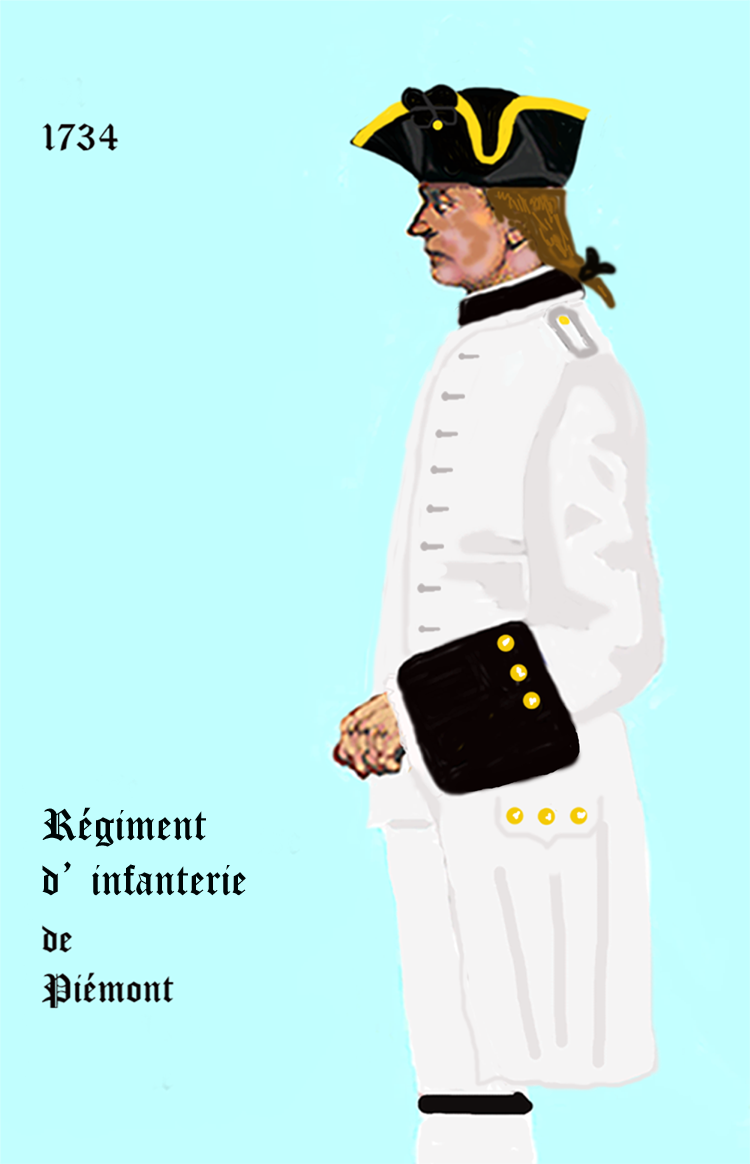
régiment de Piémont de 1734 à 1757
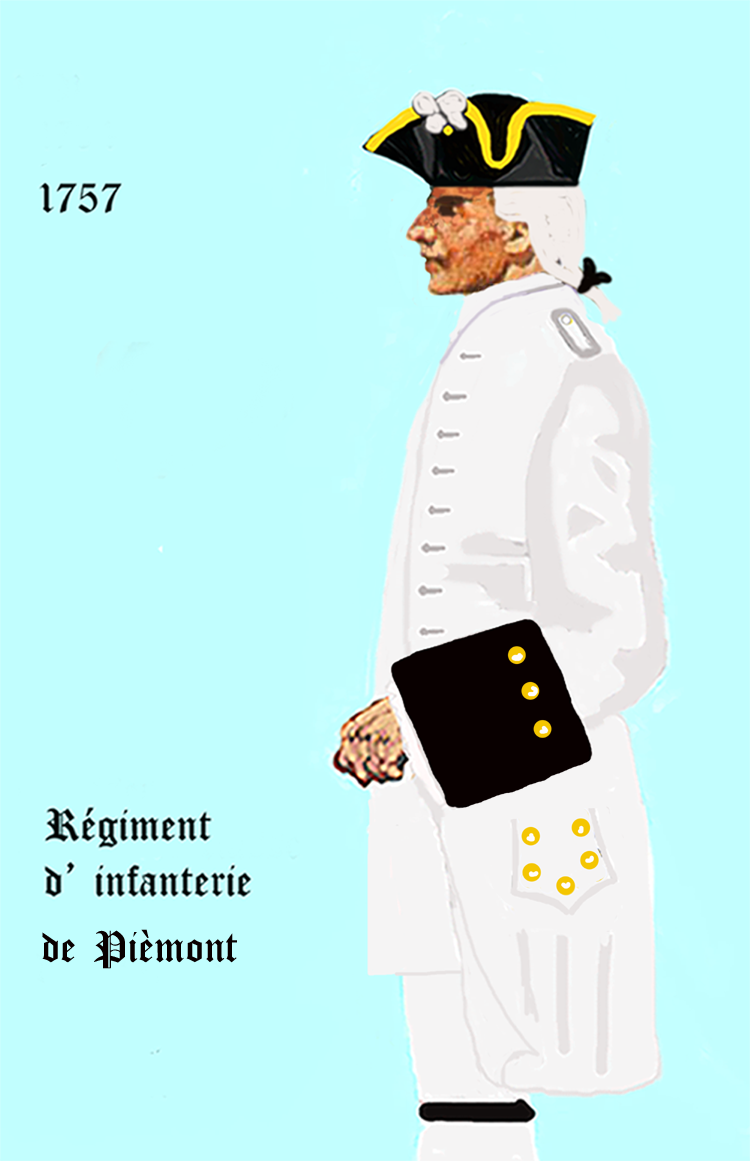
régiment de Piémont de 1757 à 1762
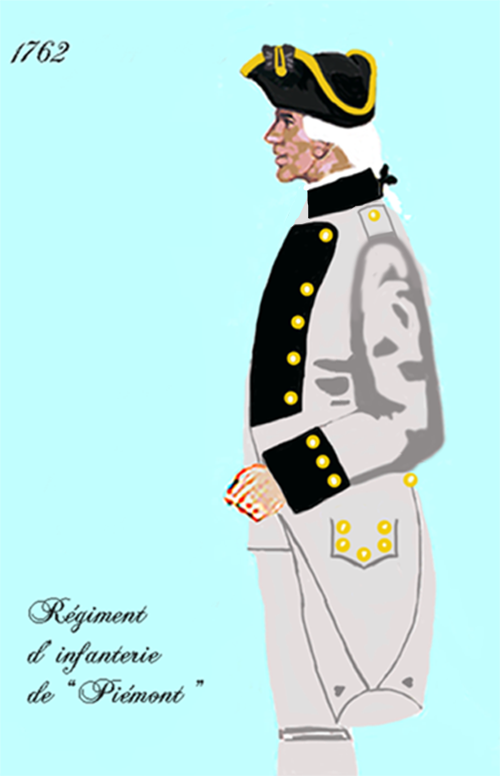
régiment de Piémont de 1762 à 1774

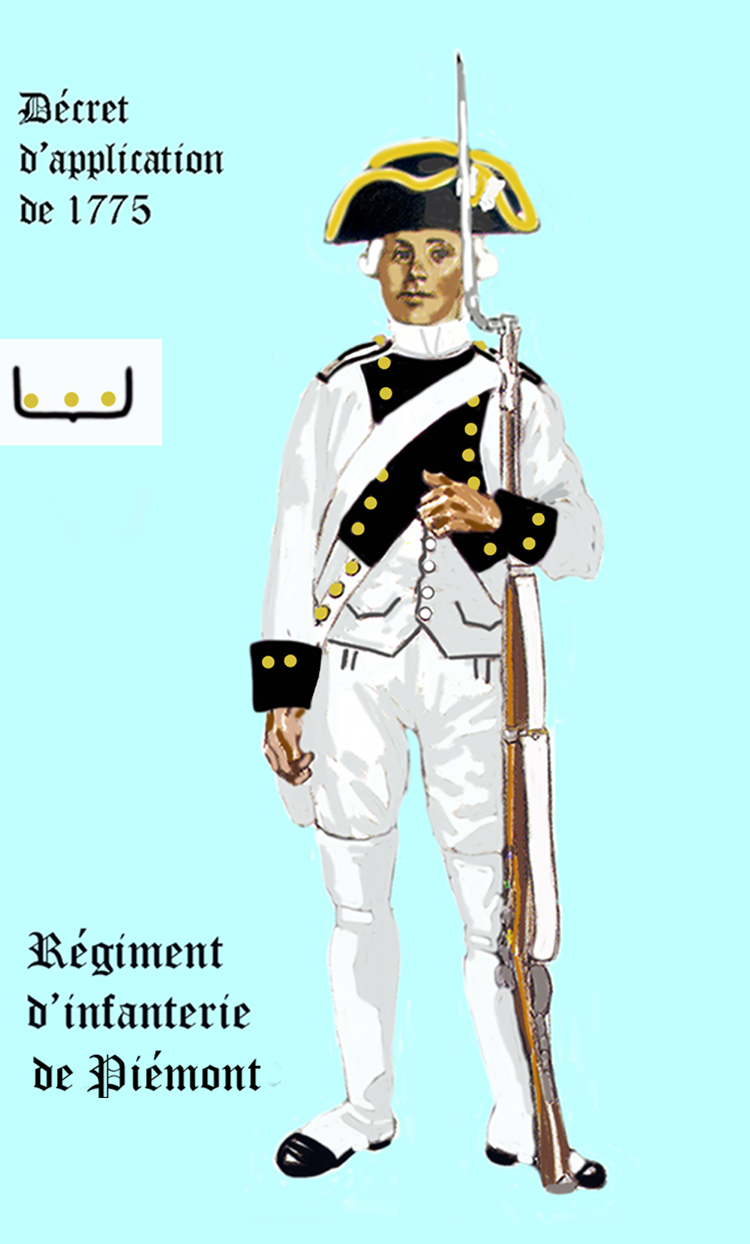
régiment de Piémont 1775
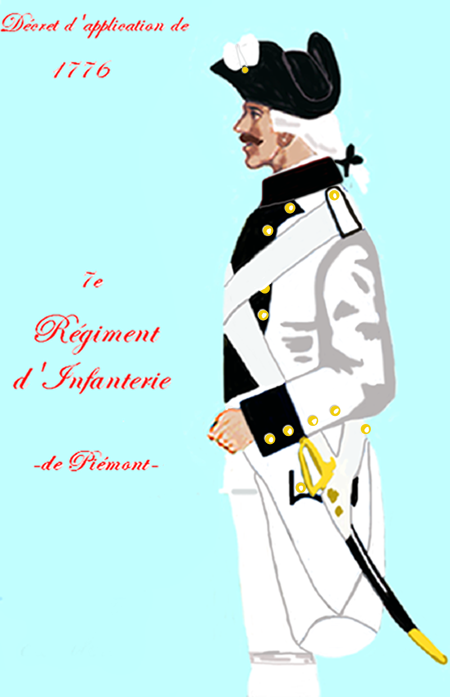
régiment de Piémont de 1776 à 1779
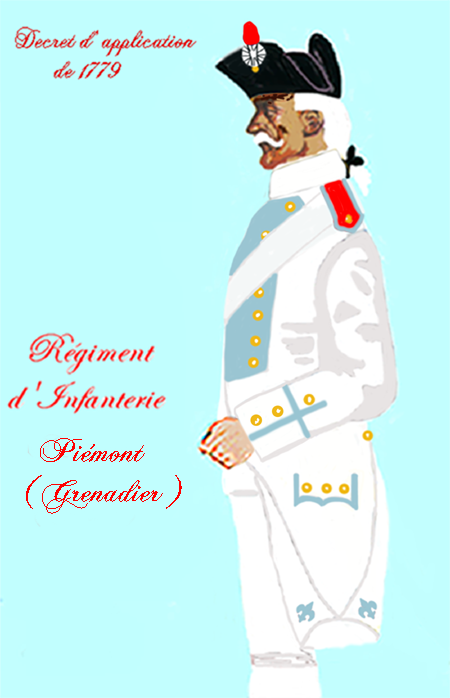
régiment de Piémont de 1779 à 1791
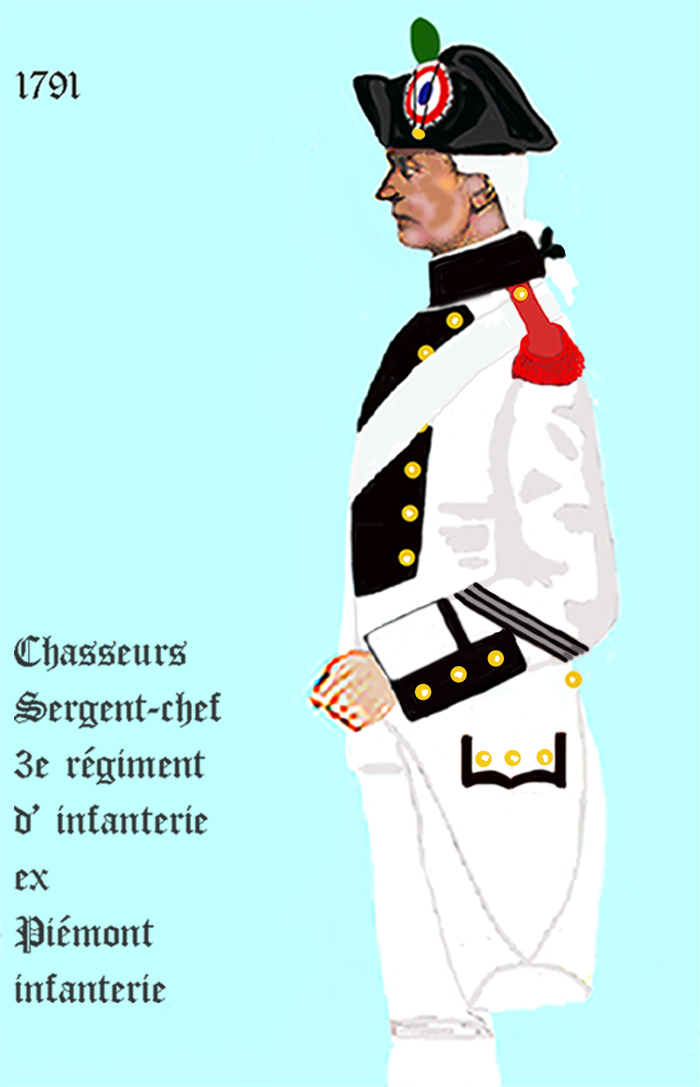
3e régiment d’infanterie de ligne de 1791 à 1792
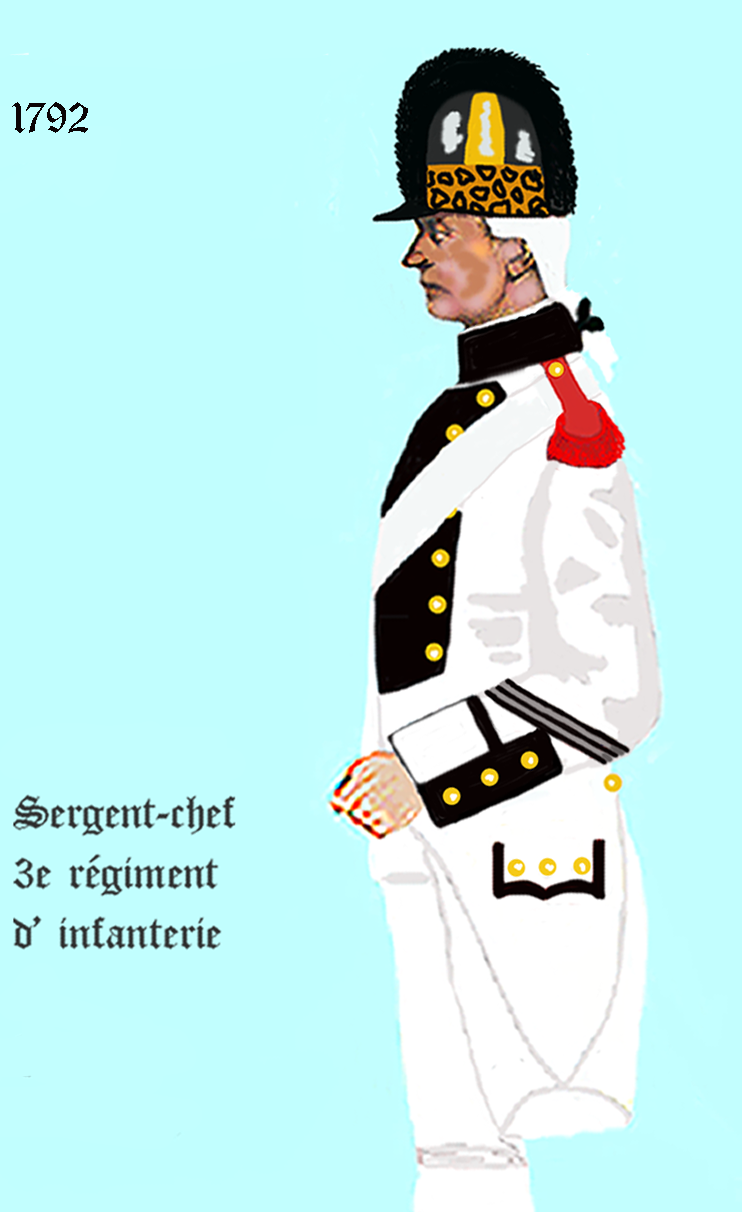
3e régiment d’infanterie de ligne de 1792 à 1794

## Personnalités
- François Belloc alors soldat, qui deviendra lieutenant-colonel en chef du 6e bataillon de volontaires de la Gironde
- Antoine Prompt, enrôlé au régiment en 1777.
- Marc-Guillaume-Alexis Vadier est engagé volontaire, comme homme de troupe, en 1753. Il est promu lieutenant en 1755. Il est présent à la bataille de Rossbach et abandonne la carrière militaire après cette défaite[17].

### Sources et bibliographie
- Pierre Lemau de La Jaisse, Abrégé de la carte générale du militaire de France, (Paris), 1734, 200 p. (lire en ligne).
- Lemau de La Jaisse, Cinquième abrégé de la carte générale du militaire de France, sur terre et sur mer, vol. 1, (Paris), 1738, 109 p. (lire en ligne).
- Histoire de l’armée et de tous les régiments, par Adrien Pascal, terminée par Jules du Camp, tome 3, Paris 1860
- Louis Susane, Histoire de l'ancienne infanterie Française, tome 2, p. 314-408
- Historique du 3e Régiment d'Infanterie ex-Piémont, 1569-1891, 1894
- Gabriel Daniel : Histoire de la milice françoise et des changements qui s'y sont faits depuis l'établissement de la monarchie dans les Gaules jusqu'à la fin du règne de Louis le Grand. Tome 2